# Alimos
Alimos (gr. Δήμος Αλίμου, Dimos Alimu) – gmina w Grecji, w administracji zdecentralizowanej Attyka, w regionie Attyka, w jednostce regionalnej Ateny-Sektor Południowy. Siedzibą i jedyną miejscowością gminy jest Kalamaki. W 2011 roku liczyła 41 720 mieszkańców.